# Смертельные удары Шаолиня
«Смертельные удары Шаолиня» (кит. 太極八蛟) — гонконгский фильм режиссёра У Ма, вышедший в 1977 году.

## Сюжет
Шайка разбойников, известная как Восемь Драконов, проникают в местную резиденцию, чтобы украсть карту с местонахождением сокровищ. После нахождения карты, когда бандиты собираются уйти, их внезапно застаёт хозяин дома. После чего банда расправляется с хозяевами и скрывается с найденной картой.
Из-за того, что всё прошло не так гладко и им пришлось пойти на убийства, Восемь Драконов принимают решение залечь на дно. Поэтому они делят карту на восемь частей и договариваются встретиться через три года, чтобы найти сокровища.
Проходит некоторое время. Один из Драконов, Хаски, арестован из-за другого грабежа ради покрытия долга в борделе. В тюрьме он знакомится с Хун И, и вместе они разрабатывают хитроумный план побега. Но на деле, один из карманников получает ключ от клеток и отпускает заключённых.
Примерно через десять минут после их побега, Хаски узнаёт правду о том, что Хун И на самом деле тайный полицейский, и ему нужно арестовать банду и найти украденную карту. После смерти Хаски, Хун И получает первую часть карты.
Постепенно, Хун И сталкивается с другими членами банды и многих убивает, но попадает в плен одного и, в конечном счёте, сбегает без полученных частей карты. Хун возвращается на следующий день, избавляется от своих похитителей и забирает фрагменты обратно. Однако, в одной из драк получает ранение.
С ножом в спине, Хун И забредает в лес и теряет сознание. Позже просыпается в доме девушки по имени Джейд, спасшей его. Процесс выздоровления оказывается долгим; Хун И необходимо не только залечить раны, но и вернуть своё мастерство кунг-фу. Но, втайне от молодой пары, отец девушки по иронии судьбы оказывается лидером банды и схватка между ним и Хун И неизбежна. Второй член банды приходит к лидеру, так как три года уже прошли. Отец хочет покаяться в содеянном и отказаться от своей части сокровищ, чтобы он мог жить в мире, не раскрывая своего прошлого своей дочери. Второй член банды убивает лидера и крадёт всю карту. Хун И и Джейд выслеживают последнего Дракона, чтобы достать карту и отомстить за отца.

## В ролях
| Актёр         | Роль                                       |
| ------------- | ------------------------------------------ |
| Дориан Тань   | Хун И                                      |
| Лу Ди         | лидер банды Восьми Драконов, доктор        |
| Ло Ле         | член банды Восьми Драконов №2              |
| Цзинь Ган     | член банды Восьми Драконов №3, Чан Фан     |
| Цай Хун       | член банды Восьми Драконов №4, Белые Брови |
| Лун Фэй       | член банды Восьми Драконов №5              |
| Ван Ся        | член банды Восьми Драконов №6, мастер Чу   |
| Ли Сяомин     | член банды Восьми Драконов №7              |
| Чэнь Сэньлинь | член банды Восьми Драконов №8, Хаски       |
| Дорис Лун     | Джейд                                      |
| Оуян Шафэй    | мать Чан Фана                              |
| У Цзясян      | слуга члена банды №4 Ха Чжи                |
| Чжэн Фусюн    | толстый бандит                             |
| Ли Ин         | убит в начале                              |
| Чэнь Хуэйлоу  | заключённый с болью в животе               |
| Минь Минь     | один из носильщиков Джейд                  |
| Ван Тайлан    | бандит, атакующий Джейд                    |
| Цэн Чао       | коллега Хун И Чуньвэй                      |
| Чжан Игуй     | боец с копьём                              |
| Хэ Ган        | начальник тюрьмы                           |

## Технические данные
- Язык: кантонский
- Продолжительность: 91 мин
- Изображение: цветной
- Плёнка: 35 мм.
- Формат: 2,35:1.
- Звук: моно